# Kōichi Tōchika
Kōichi Tōchika (Osaka, 20 ottobre 1971) è un doppiatore giapponese, ovvero un seiyū, che lavora per l'Haikyo. È nato a Osaka e risiede a Yamaguchi.

## Ruoli interpretati

### Serie animate
- Blindo in One Piece
- Eligor in Fairy Tail
- Jenai in Chrono Crusade
- Ryū Amakusa in Tantei gakuen Q
- Hayato Marikoji in Himawari!
- Griffin Minos in I Cavalieri dello Zodiaco
- Mirai in Mirmo
- Sentaro Kotsubaki e Ilforte Granz in Bleach
- Ryunosuke Kurumi in HeartCatch Pretty Cure!
- Neji Hyuga in Naruto
- Ryō Shirogane in Tokyo Mew Mew
- Raiha in Rekka no honō
- Hawkmon in Digimon Adventure 02
- Taishi Kuhonbutsu in Comic Party
- Shiba da giovane in Rave Master
- Hazel Grouse in Saiyuki Reload Gunlock
- Check Mate e Ilioukhine in Ultimate Muscle
- Lance in 07-Ghost
- Yokota in Uzumaki

### Videogiochi
- Tommy Parsy, Ruby Green e Mr. Dog in Snowboard Kids
- Junpei Todoroki e Ricky in Tech Romancer
- Coach, Tommy Parsy e Mr. Dog in Snowboard Kids 2
- Fengli in Spikers Battle
- Neji Hyuga nei videogiochi di Naruto
- Goesch, Rahal e Shula Valya in Suikoden V
- Izana in Fire Emblem: Fates